# Bryan Okoh
Bryan Ikemefuna Okoh (* 16. Mai 2003 in Houston, Texas) ist ein schweizerisch-US-amerikanischer Fussballspieler nigerianischer Abstammung.

## Karriere

### Verein
Okoh begann seine Karriere beim FC Espagnol Lausanne. Zur Saison 2016/17 wechselte er in die Jugend des FC Lausanne-Sport. Zur Saison 2019/20 wechselte er nach Österreich zum FC Red Bull Salzburg, bei dem er einen bis Mai 2022 laufenden Vertrag erhielt. Zunächst sollte er jedoch für das zweitklassige Farmteam FC Liefering zum Einsatz kommen.
Im August 2019 debütierte er für Liefering in der 2. Liga, als er am dritten Spieltag jener Saison gegen den SV Lafnitz in der Startelf stand. Nach zwei Spielzeiten bei der Zweitligamannschaft der Salzburger rückte er zur Saison 2021/22 in das Kader der ersten Mannschaft. Für die Salzburger Profis kam er insgesamt aber lediglich in drei Pflichtspielen zum Zug, ab Januar 2025 zählte er wieder nur noch zum Kader Lieferings.
Nach sechs Jahren kehrte Okoh zur Saison 2025/26 zum FC Lausanne-Sport zurück.

### Nationalmannschaft
Der in den USA geborene Okoh spielte im September 2017 erstmals für eine Schweizer Jugendnationalauswahl. Im Mai 2021 debütierte er für die Schweizer U-21-Mannschaft. Im November 2021 wurde er erstmals in das Kader der A-Nationalmannschaft berufen.

## Erfolge
- Österreichischer Meister: 2022, 2023
- Österreichischer Cupsieger: 2022

## Persönliches
Okoh wurde als Sohn nigerianischer Eltern in den USA geboren und wuchs in der Schweiz auf.